# Mireille Perrier
Pour les articles homonymes, voir Perrier.
Mireille Perrier est une actrice française née le 14 novembre 1959 à Blois.

## Biographie
Mireille Perrier suit les cours de Robert Cordier et d'Antoine Vitez au Théâtre national de Chaillot à Paris. Elle obtient son premier grand rôle au cinéma dans le film Boy Meets Girl de Leos Carax.
Elle mène (parallèlement) une carrière au cinéma et au théâtre.

### Prises de position
Elle co-signe en mai 2019, parmi 1 400 personnalités du monde de la culture, la tribune « Nous ne sommes pas dupes ! », publiée dans le journal Libération, pour soutenir le mouvement des Gilets jaunes et affirmant que « Les gilets jaunes, c'est nous ».
En 2019, elle co-signe dans Mediapart un appel au boycott de l'Eurovision à Tel Aviv.
En 2021, elle rejoint le mouvement de la France Insoumise et soutient le programme de l'Union Populaire.

## Théâtre
- 1977-1979 : deux ans avec la Compagnie du Hasard à Blois. La Colonie de Marivaux, Kermesse de Nicolas Peskine, Bernard Shaw, spectacles pour enfants, spectacles de rues, créations et reprise répertoire
- 1983-1985 : Théâtre national de Chaillot avec Antoine Vitez
- 1984 : Les Burgraves de Victor Hugo mise en scène Mireille Perrier, Avignon
- 1985 : La Princesse blanche de Rilke, mise en scène Yannis Kokkos, L'escalier d'or, Paris
- 1989 : Les Parisiens ou l'été de la mémoire des abeilles de Pascal Rambert, mise en scène de l'auteur Festival d'Avignon
- 1991 : L'Otage de Paul Claudel, mise en scène Claude Stratz, La Comédie de Genève
- 1994 : Les Estivants de Maxime Gorki, mise en scène Lluís Pasqual (es), Odéon-Théâtre de l'Europe
- 1995 : Peines d'amour perdues de Shakespeare, mise en scène Laurent Pelly, Le Cargo et Bucarest
- 1996 : L'Heureux Stratagème de Marivaux, mise en scène Laurent Pelly, Centre dramatique national des Alpes, tournée France CDN
- 1998 : Flip ! de Tom Rooney, mise en scène Roger Miremont, Théâtre Fontaine, Paris
- 2000 : Diotime et les lions de Henry Bauchau, mise en scène Valérie Cordy, Festival de Bruxelles Les Estivales, Festival d'Avignon, La Chartreuse
- 2000-2003 : Une petite fille privilégiée de Francine Christophe, mise en scène Philippe Ogouz, Lavoir Moderne Parisien et 2 tournées en France
- 2003-2004 : La Dispute de Marivaux, mise en scène Philip Forgeau, Centre dramatique national de Limoges
- 2004 : Emerveilles de Patrick Chamoiseau, mise en scène Mireille Perrier, Le Louvre et tournée, Pyrénées Orientales
- 2004 : J'étais dans ma maison et j'attendais que la pluie vienne de Jean-Luc Lagarce, mise en scène Joël Jouanneau, Théâtre du Peuple
- 2006 :  Conversations après un enterrement de Yasmina Reza, mise en scène Gabriel Garran, Théâtre Antoine
- 2007-2008 : Sans tuer on ne peut pas de Roland Fichet, mise en scène Gianni-Grégory Fornet et Régine Chopinot, Théâtre national de Bordeaux en Aquitaine, La Rochelle, St Brieuc.
- 2009-2010 : Anna Politkovskaïa : non rééducable de Stefano Massini, mise en scène Mireille Perrier, Lavoir Moderne Parisien, Maison des Métallos
- 2009-2010 : La Guerre des fils de lumière contre les fils des ténèbres d'après Guerre des Juifs de Flavius Josèphe, mise en scène Amos Gitaï, Festival d'Avignon, Odéon-Théâtre de l'Europe
- 2010 : La Joie de Laurent Roth, lecture avec Mathieu Amalric, Théâtre du Rond-Point à Paris
- 2010 : La Chose de Laurent Roth, lecture avec Mathieu Amalric, Théâtre du Rond-Point à Paris
- 2012 : J'habite une blessure sacrée de Mireille Perrier et Jean Ziegler, mise en scène Mireille Perrier, Maison des Métallos
- 2013 : Jeu et Théorie du duende de Federico García Lorca, Théâtre Les Déchargeurs, Paris

## Filmographie

### Cinéma

#### Longs métrages
- 1983 : La Bête noire de Patrick Chaput
- 1984 : Boy Meets Girl de Leos Carax
- 1985 : Elle a passé tant d'heures sous les sunlights de Philippe Garrel
- 1986 : Les Yeux Brûlés de Laurent Roth
- 1986 : Gardien de la nuit de Jean-Pierre Limosin
- 1986 : High Speed de Monique Dartonne et Olivier Douyère
- 1986 : Jour et Nuit de Jean-Bernard Menoud
- 1986 : Mauvais Sang de Leos Carax
- 1987 : La Vallée des anges d'Aline Issermann
- 1987 : Où que tu sois d'Alain Bergala
- 1988 : Chocolat de Claire Denis
- 1989 : Un monde sans pitié d'Éric Rochant
- 1989 : Rupture de Raymonde Carasco
- 1990 : L'Entraînement du champion avant la course de Bernard Favre
- 1991 : Netchaïev est de retour de Jacques Deray
- 1991 : Toto le héros de Jaco Van Dormael
- 1991 : J'entends plus la guitare de Philippe Garrel
- 1992 : La Sévillane de Jean-Philippe Toussaint
- 1992 : Golem, l'esprit de l'exil d'Amos Gitaï
- 1993 : L'Ombre du doute d'Aline Issermann
- 1993 : Trahir de Radu Mihaileanu
- 1994 : Três Irmãos de Teresa Villaverde
- 1995 : Un jour, ce soir là de Laurent Boulanger
- 1995 : Krim d'Ahmed Bouchaala
- 1998 : À vendre de Laetitia Masson
- 1998 : Le Comptoir de Sophie Tatischeff
- 1998 : La Patinoire de Jean-Philippe Toussaint
- 1999 : Un dérangement considérable de Bernard Stora
- 2000 : De la bouche des enfants de Gilles Cahoreau et Dominique Duthuit
- 2000 : Les Diseurs de vérité de Karim Traïdia
- 2003 : La Petite Prairie aux bouleaux de Marceline Loridan-Ivens
- 2003 : Les Mains vides de Marc Recha
- 2004 : Le Genre humain - 1re partie : Les Parisiens de Claude Lelouch
- 2005 : Monógamo sucesivo de Pablo Basulto
- 2005 : Le Genre humain - 2e partie : Le Courage d'aimer de Claude Lelouch
- 2006 : Fragments sur la grâce de Vincent Dieutre
- 2007 : L'Homme qui marche d'Aurélia Georges
- 2007 : Des Indes à la planète Mars de Christian Merlhiot et Matthieu Orléan
- 2009 : À l'est de moi de Bojena Horackova
- 2010 : Orly d'Angela Schanelec
- 2010 : Toutes les filles pleurent de Judith Godrèche
- 2010 : À bout portant de Fred Cavayé
- 2010 : 63 regards de  Christophe Pellet
- 2012 : Comme un homme de Safy Nebbou – Nathalie
- 2013 : Seul le feu de  Christophe Pellet
- 2014 : Qu'Allah bénisse la France d'Abd al Malik
- 2015 : Nos femmes de Richard Berry
- 2017 : Pris de court d'Emmanuelle Cuau
- 2017 : Dans la forêt de Gilles Marchand
- 2018 : Tout ce qu'il me reste de la révolution de Judith Davis
- 2019 : Camille de Boris Lojkine : la mère de Camille Lepage
- 2021 : Œil oignon de Michel Zumpf
- 2022 : Les Enfants des autres de Rebecca Zlotowski
- 2025 : Différente de Lola Doillon

#### Courts métrages
- 1985 : Cinématon #505 de Gérard Courant
- 1987 : Cinématon #893 de Gérard Courant
- 1990 : L'Autre de Juliette Frey, court-métrage suisse
- 1991 : Vie mêlées de Martine Robert
- 1991 : Ne plus jamais dormir de Bernar Hébert, court-métrage canadien
- 1991 : L'Aventure d'une baigneuse de Philippe Donzelot
- 1995 : Un jour, ce soir-là de Laurent Boulanger
- 1996 : Je suis venue te dire de Laetitia Masson
- 1997 : Quand le soleil meurt de Pascal Courty
- 2005 : Moloch, les chairs vives de Nicolas Namur
- 2006 : Le Bal perdu d'Alfredo Diaz Perez
- 2007 : Une vieille aventure du chat au champignon de Pablo García Canga
- 2008 : La Plage blanche de Gilles Gleizes
- 2014 : Exoplanète de Christophe Pellet
- 2015 : Sofia B. dormait mal de Léa Triboulet

### Télévision
- 2002 : L'Année des grandes filles  de Jacques Renard
- 2007 : La Surprise d'Alain Tasma
- 2010 : Fracture d'Alain Tasma
- 2015 : Hôtel de la plage (saison 2) de Christian Merret-Palmair
- 2019 : Osmosis (série Netflix)
- 2023 : Capitaine Marleau, épisode Grand Hôtel de Josée Dayan